# Canton (Luxembourg)
Pour les articles homonymes, voir Canton (homonymie).
Pour un article plus général, voir Canton.
Le canton (en luxembourgeois : Kanton, en allemand : Kanton) est une division territoriale du Luxembourg qui est, depuis l'abolition des districts en 2015, la plus grande subdivision du Luxembourg, intermédiaire entre l'État et la commune.

## Histoire

### Origines
Les cantons sont une création de la Révolution française selon le décret du 22 décembre 1789 qui établit, outre les 83 départements français, des cantons de quatre lieues carrés environ. 
L'ancien duché de Luxembourg est annexé à la Première République française et réparti entre plusieurs départements (Forêts, Ourthe, Sarre et Sambre-et-Meuse), tombant sous la loi de création de cantons. Ceux-ci avaient pour but de régir le découpage des circonscriptions électorales, mais aussi celles des justices de paix (un canton équivaut à une justice de paix) et de la milice, créée en 1817 et supprimée en 1841,.
Le département des Forêts avait ainsi été découpé en 28 cantons le 15 ventôse an X (6 mars 1802).

### Période grand-ducale
L'organisation actuelle des cantons date de la loi du 24 février 1843 qui découpe ce qui était alors devenu le Grand-duché de Luxembourg en trois districts et 11 onze cantons. Les trois ex-quartiers restant furent intégrés à la province de Luxembourg, en Belgique, après la scission du Grand-duché de Luxembourg par le traité des XXIV articles du 19 avril 1839.
La loi du 4 avril 1851 créé ensuite un nouveau canton : le canton de Vianden.
L'entrée en vigueur de la loi du 12 avril 1972, fait perdre aux cantons leur rôle de découpage des périmètres des justices de paix.
En 2008, la suppression des cantons a été annoncée de même que pour les districts (supprimés en 2015) dans le cadre de la réforme territoriale mais jamais appliquée depuis.

## Rôle
Les cantons ne disposent pas d'une structure administrative propre, ils servent d'unités territoriales pour délimiter les circonscriptions électorales et les arrondissements judiciaires. D'un point de vue statistique, elles correspondent au niveau 1 du système d'unité administrative locale (UAL) mis en place par Eurostat, les communes correspondant au niveau 2.

## Liste
Cette liste recense les 12 cantons du Luxembourg, classées par ordre alphabétique.
| Code ISO | Nom              | Circonscription électorale | Arrondissement judiciaire | Population | Superficie (en km2) | Densité (en hab./km²) | Communes |
| -------- | ---------------- | -------------------------- | ------------------------- | ---------- | ------------------- | --------------------- | -------- |
| LU-CA    | Capellen         | Sud                        | Luxembourg                | +055 513,  | +0199,21            | 278,7                 | 9        |
| LU-CL    | Clervaux         | Nord                       | Diekirch                  | +021 873,  | +0342,              | 64                    | 5        |
| LU-DI    | Diekirch         | Nord                       | Diekirch                  | +036 240,  | +0204,51            | 177,2                 | 10       |
| LU-EC    | Echternach       | Est                        | Diekirch                  | +020 509,  | +0185,54            | 110,5                 | 7        |
| LU-ES    | Esch-sur-Alzette | Sud                        | Luxembourg                | +195 091,  | +0242,77            | 803,6                 | 14       |
| LU-GR    | Grevenmacher     | Est                        | Luxembourg                | +033 712,  | +0211,37            | 159,5                 | 8        |
| LU-LU    | Luxembourg       | Centre                     | Luxembourg                | +201 561,  | +0238,46            | 845,3                 | 11       |
| LU-ME    | Mersch           | Centre                     | Luxembourg                | +036 736,  | +0223,9             | 164,1                 | 10       |
| LU-RD    | Redange          | Nord                       | Diekirch                  | +021 442,  | +0267,49            | 80,2                  | 9        |
| LU-RM    | Remich           | Est                        | Luxembourg                | +024 608,  | +0127,87            | 192,4                 | 7        |
| LU-VD    | Vianden          | Nord                       | Diekirch                  | +005 744,  | +0054,08            | 106,2                 | 3        |
| LU-WI    | Wiltz            | Nord                       | Diekirch                  | +019 944,  | +0264,55            | 75,4                  | 7        |